# Correttezza politica
Per correttezza politica (in inglese political correctness) o politicamente corretto (in inglese politically correct) si intende una linea di opinione, un orientamento ideologico e un atteggiamento sociale con lo scopo inteso soprattutto nel tentare di rifuggire l'offesa o lo svantaggio verso determinate categorie di persone all'interno di una società.

## Terminologia
Sebbene il concetto di "correttezza politica" venga più spesso reso in italiano con l'aggettivo sostantivato "politicamente corretto", alcuni studiosi sostengono che questa inversione di termini sia una scorrettezza, poiché ottiene lo scopo di circoscrivere il campo di applicazione del concetto di "correttezza" al mero ambito "politico", all'incirca come nell'accezione in voga ai primi del XX secolo nei sistemi politici stalinisti e maoisti e poi nella Germania di Hitler (come qui nel seguito documentato), mentre, nella lettura evolutasi in tempi ben più recenti e a cui si fa ora generalmente riferimento, il termine "politico" è un semplice aggettivo di specificazione di un concetto più vasto.
Nei media e nel dibattito comune il termine viene genericamente utilizzato in senso dispregiativo con l'implicazione o l'accusa che queste politiche siano eccessive, puritane e/o ingiustificate e, in definitiva, causa di massificazione e omologazione. Dalla fine degli anni ottanta il termine è stato usato sempre più frequentemente per descrivere una tendenza ad un linguaggio più inclusivo o ad evitare un linguaggio ed un comportamento che potesse essere visto come discriminatorio, marginalizzante o insultante nei confronti di minoranze svantaggiate o discriminate in particolare per fattori come l'etnia, il sesso, il genere o l'orientamento sessuale e le disabilità fisiche o psichiche.
Il primo uso moderno del termine politicamente corretto si registra tra gli anni settanta e Ottanta del Novecento in senso ironico come auto-satira all'interno degli ambienti della sinistra extraparlamentare; l'uso del termine più che riferito a serie istanze e programmi politici veniva utilizzato come battuta tra le stesse persone di sinistra per satira su coloro che si attenevano in maniera troppo rigida ad una ortodossia politica.
L'uso moderno, dalle connotazioni dispregiative, del termine emerse negli ambienti conservatori protestanti anglosassoni in funzione critica verso la New Left del XX secolo la quale riprendeva delle tendenze politiche sviluppatesi negli anni trenta che si battevano per il riconoscimento delle minoranze etniche, di genere, religiose, politiche, e per la giustizia sociale, anche attraverso un uso più inclusivo del linguaggio. Studiosi della storia politica degli Stati Uniti affermano che l'uso del concetto della correttezza politica da parte degli ambienti conservatori venga usato essenzialmente per minimizzare e distogliere l'attenzione da comportamenti sostanzialmente discriminatori nei confronti di gruppi svantaggiati. Viene inoltre osservato come ambienti della destra americana rafforzerebbero di conseguenza le proprie forme di politicamente corretto per sopprimere le critiche verso le proprie ideologie politiche.
Tuttavia riguardo alle origini del concetto di "politicamente corretto" vi sono diverse ipotesi.

## Storia
Il termine apparve comunemente nel vocabolario marxista-leninista dopo la rivoluzione russa del 1917 per indicare la piena aderenza all'ortodossia politica in generale, successivamente venne ripreso dal regime nazista per indicare l'aderenza all'ortodossia del regime hitleriano e delle politiche razziali. La prima attestazione registrata del termine politically correct nel senso moderno del termine appare nell'antologia The Black Woman curata da Toni Cade Bambara del 1970.

### Prima metà del XX secolo
Nella prima metà del XX secolo il termine politicamente corretto veniva usato per definire una stretta osservanza delle dottrine o delle ideologie politiche. Nel 1934, Il New York Times riportò la notizia che la Germania nazista avrebbe garantito permessi "solo ai puri "ariani" le cui opinioni erano politicamente corrette".
Successivamente alla diffusione dei movimenti di ispirazione Marxista–Leninista negli anni successivi alla rivoluzione russa, il termine divenne sempre più associato alle accuse di eccessivo dogmatismo delle dottrine politiche nei dibattiti interni tra i comunisti e i socialisti americani. Il termine veniva rivolto verso le politiche del partito comunista americano che, agli occhi dei socialisti, seguiva troppo "correttamente" i dettami delle ideologie in ogni contesto politico.

### Anni settanta
Negli anni settanta la New Left statunitense iniziò ad utilizzare abitualmente il termine politically correct. Nel saggio The Black Woman: An Anthology del 1970 l'autrice Toni Cade Bambara affermò che "un uomo non può essere politicamente corretto e sciovinista." Da quel momento in poi il termine divenne d'uso comune come auto-critica ironica. L'autrice Debra L. Shultz ha riportato che "nel corso degli anni settanta e ottanta la New Left, femministi e progressisti hanno usato il termine 'politically correct' in senso ironico come segnale di guardia nei confronti della propria ortodossia nelle tematiche sociali. L'autrice Ellen Willis, nel suo saggio Toward a Feminist Revolution del 1992, scrisse: "Agli inizi degli anni ottanta, quando le femministe usavano il termine "politicamente corretto" era usato per riferirsi sarcasticamente agli obiettivi dei movimenti anti-pornografia di definire una "sessualità femminile".

### Anni ottanta e novanta
Il libro di Allan Bloom del 1987 The Closing of the American Mind sottolineò un dibattito incentrato sulla "correttezza politica" nel sistema educativo delle scuole superiori statunitensi del corso degli anni ottanta accusandolo di essere troppo "politicamente corretto" in linea con la politica reaganiana del decennio.
Un articolo dell'ottobre 1990 pubblicato sul New York Times da Richard Bernstein viene accreditato per aver popolarizzato il termine, fino a quel momento utilizzato principalmente nel mondo accademico. LexisNexis registra settanta citazioni del termine negli articoli del 1990; ma l'anno successivo riportò 1532 citazioni arrivando ad un aumento di 7000 riferimenti per il 1994.
Il termine divenne successivamente d'uso comune nel lessico degli ambienti conservatori per criticare tematiche politiche e sociali tipiche della sinistra, l'educazione delle scuole e gli aggiornamenti dei programmi delle scuole superiori e delle università degli Stati Uniti ritenuti dall'utilizzatore del termine come imposizioni.
Dopo il 1991 si registrò un sempre maggiore uso del termine da parte degli ambienti conservatori divenendo un termine chiave che racchiudeva determinate critiche nei confronti della sinistra all'interno di dibattiti culturali, sociali e politici presenti anche al di fuori dell'ambito accademico nei confronti principalmente di movimenti quali il femminismo, la comunità omosessuale e i movimenti per i diritti delle minoranze etniche.
Herbert Kohl nel 1992 evidenziò come un gran numero di neoconservatori che promuovevano l'uso del termine "politicamente corretto" negli anni novanta erano stati in passato membri del Partito Comunista e, di conseguenza, familiari con l'uso leninista del sintagma. Sottolineò inoltre come in ciò vi era l'intenzione di "insinuare che le idee democratiche e ugualitarie erano in realtà autoritarie, ortodosse e di influenza comunista nel momento in cui si opponevano alla possibilità per le persone di essere razziste, sessiste e omofobe".
Nel corso degli anni novanta, conservatori e politici di destra usarono il termine in senso dispregiativo verso nemici politici, riferendosi specialmente nell'ambito della cultura, del linguaggio e dei programmi scolastici moderni. Roger Kimball nel saggio Tenured Radicals supportò l'affermazione del critico letterario Frederick Crews che definiva il termine come "Eclettismo di sinistra", termine inteso da Kimball come "qualunque varietà antisistema di pensiero che vada dallo strutturalismo al poststrutturalismo, al decostruzionismo, all'analisi lacaniana fino al criticismo femminista, omosessuale, nero e qualunque altra forma di pensiero palesemente politica".
Commentatori di sinistra hanno evidenziato come ambienti conservatori e reazionari che utilizzavano il termine usavano farlo al fine di sviare il dibattito dall'argomento centrale, spesso discriminazioni razziali, di classe di genere e in generale sulla disuguaglianza sociale contro persone che i conservatori non consideravano come parte del mainstream sociale.
Il linguista Geoffrey Hughes suggerisce che il dibattito sul politicamente corretto porti effettivamente ad un cambiamento nel linguaggio e contribuisca a risolvere questioni politiche e problemi sociali invece che imporre censure come spesso criticato. Hughes inoltre afferma che di fatto la correttezza politica tende ad essere promossa da una minoranza invece che essere una forma sistematica imposta di modifica del linguaggio.

## Correttezza politica di destra
"Correttezza politica" è un termine solitamente usato in ambito conservatore per etichettare politiche progressiste, seppur meno comunemente viene utilizzato per riferirsi anche ad analoghi tentativi di modificare il linguaggio o il comportamento da parte della destra conservatrice. L'economista Paul Krugman nel 2012 scrisse che "la grande minaccia al nostro dibattito è il politicamente corretto della destra, che – al contrario della versione progressista – ha dietro più potere e più denaro. E l'obiettivo è molto simile a quella cosa cui Orwell ha tentato di riferirsi col concetto di neolingua: rendere impossibile la parola, e possibilmente persino il pensare, riguardo a quelle idee che minacciano l'ordine costituito". L'analista Alex Nowrasteh del Cato Institute si è riferito al politicamente corretto di destra anche come "patriotticamente corretto".

## Accoglienza

### Utilizzo critico del termine
La connotazione negativa del termine emerse negli ambienti conservatori protestanti statunitensi critici verso la New Left alla fine del XX secolo. Questo utilizzo successivamente venne popolarizzato da diversi articoli del The New York Times e da altri media di massa nel corso degli anni novanta e venne ampiamente ripreso relativamente al dibattito nato a seguito del libro di Allan Bloom The Closing of the American Mind pubblicato nel 1987. Il termine ebbe ulteriore diffusione col saggio di Roger Kimball Tenured Radicals del 1990 e col saggio Illiberal Education Dinesh D'Souza del 1991. I sostenitori di un linguaggio definito "politicamente corretto" sono stati spesso definiti da ambienti conservatori e reazionari come "language police" (polizia del linguaggio).
Il politicamente corretto è considerato da diversi autori una forma di conformismo linguistico in linea con quello che personalmente definiscono come pensiero unico paragonandolo ad una forma di neopuritanesimo. La modifica di alcune definizioni nel corso del tempo viene di conseguenza paragonato da alcuni commentatori critici alla pari di bizantinismi invece che a normali evoluzioni di una lingua in linea con la sua società.
In Italia una disamina ideologica è stata svolta da Raffaele Alberto Ventura nel suo libro La guerra di tutti. Populismo, terrore e crisi della società liberale (2019) alle pp. 263–270. Dopo averne proposto una genealogia che mostra i suoi lati positivi, l'autore ne solleva alcune criticità: «Non soltanto delimita degli spazi in cui sembra ormai impossibile dire alcunché (ad esempio i cosiddetti safe spaces delle università americane), ma per giunta fallisce nella sua funzione primaria: invece di pacificare, fornisce nuovi e infiniti pretesti di conflitto. Individuando aggressioni e microaggressioni dietro ogni scambio comunicativo, il Politicamente Corretto ha finito per diventare una teoria della “guerra giusta” alla portata di chiunque».
Il filosofo di formazione marxiana Costanzo Preve ha trattato ampiamente del concetto di "politicamente corretto" affermando nel 2010 esso sarebbe diventato un concetto primario nella politica occidentale. Secondo Preve, il tardo-capitalismo statunitense ed europeo, avendo esaurito, con la caduta dell'URSS, la sua spinta emancipatrice in direzione di uno Stato sociale (che avveniva sotto il pungolo di un modello alternativo socialista), avrebbe convogliato tutte le sue energie "progressiste" verso battaglie morali-culturali, in un sostanziale regresso dei diritti sociali ed economici conquistati nel Novecento. Il politicamente corretto, dunque, sarebbe servito come arma retorica dei media dominanti, al fine di esasperare i conflitti "culturali" presenti nella società, così da mettere uno contro l'altro progressisti e conservatori, bianchi e neri, uomini e donne, etero e gay. Tutti i conflitti possibili sarebbero saliti alla ribalta dell'agenda politica. Tutti, tranne il conflitto di classe. In questo modo le forze economiche dominanti, "culturalmente" divise tra progressisti e conservatori, avrebbero beneficiato di una fonte perenne di legittimazione politica. Attraverso la visione di Preve il "politicamente corretto" non sarebbe altro che uno strumento del capitalismo per attirare a sé le classi più basse e si baserebbe su temi quali l'americanismo, l'antifascismo e quei fattori "intoccabili" che Preve chiama "teologia dei diritti umani" e "religione olocaustica".
Secondo alcuni autori conservatori una forma di politically correct riguardante la cultura in generale sarebbe la cosiddetta cultura della cancellazione o dell'annullamento.

#### Teorie del complotto
Numerosi critici conservatori nel mondo occidentale hanno affermato che il "politicamente corretto" e il multiculturalismo sarebbero parte di una cospirazione atta a minare i valori giudeo-cristiani. Questa teoria del complotto, diffusa principalmente in ambito conservatore statunitense, afferma che il politicamente corretto trovi origine nella teoria critica della Scuola di Francoforte come parte di un piano per proporre il "Marxismo culturale" nel paese. La teoria nacque dal saggio del 1992 di Michael Minnicino New Dark Age: Frankfurt School and 'Political Correctness', pubblicato in una rivista del movimento di Lyndon LaRouche. Nel 2001 il paleoconservatore Patrick Buchanan scrisse nel suo saggio The Death of the West che la correttezza politica coinciderebbe col "marxismo culturale" e che "il suo marchio è l'intolleranza".

#### Scorrettezza politica
Molta attenzione è stata data, da parte di saggisti e giornalisti, al "politicamente scorretto", anche detto "scorrettezza politica" e politically incorrect, una linea di pensiero il cui linguaggio e comportamento non tengono conto delle offese che potrebbero recare a determinati gruppi di persone e talvolta risalta esplicitamente i difetti di tali categorie di persone.
La scorrettezza politica è supportata da coloro che trovano eccessiva l'ingerenza del politicamente corretto nella grammatica, nel linguaggio e nella cultura occidentali, e trova molto spazio in forme di intrattenimento come la satira e l'umorismo nero. Tuttavia, la scorrettezza politica è stata oggetto di alcune critiche. Secondo quanto riporta Daniele Luttazzi ne Il Fatto Quotidiano, alcuni hanno giustificato episodi di razzismo appellandosi al politicamente scorretto.

##### Nella satira
La correttezza politica è stata spesso al centro di satira, alcuni esempi sono il film The PC Manifesto (1992) di Saul Jerushalmy e Rens Zbignieuw X o il libro Politically Correct Bedtime Stories (1994) di James Finn Garner che propone popolari fiabe riscritte con uno stile volutamente esagerato sotto una prospettiva intesa come politicamente corretta. Anche il film comico del 1994 PCU di Hart Bochner si incentrava sul dibattito riguardo alla correttezza politica in un campus universitario.
Il dibattito sul politicamente corretto è stato frequentemente oggetto di satira anche nello show animato South Park tanto da portare alla nascita del termine "South Park Republican" coniato dall'autore Andrew Sullivan per riferirsi a repubblicani americani economicamente conservatori ma più aperti su temi sociali. Nella stagione 19 di South Park andata in onda nel 2015 venne introdotto il personaggio del "PC Principal" attraverso cui viene fatta satira del politicamente corretto comunemente inteso.

#### Nella scienza
Gruppi che si oppongono a principi scientifici generalmente accettati come l'evoluzionismo, i danni causati dal tabagismo e dal fumo passivo, l'esistenza dell'AIDS, del riscaldamento globale, l'inesistenza della suddivisione umana in razze e altri fattori scientifici politicizzati, tra cui più recentemente le misure di sicurezza preventive, di igiene e le vaccinazioni relative al virus COVID-19, hanno spesso etichettato questi elementi come frutto del "politicamente corretto" per descrivere ciò che vedono come un rifiuto ingiustificato della loro prospettiva personale su questi temi da parte di una comunità scientifica che credono sia stata corrotta dalla politica liberale e progressista.